# Chasdai ibn Schaprut

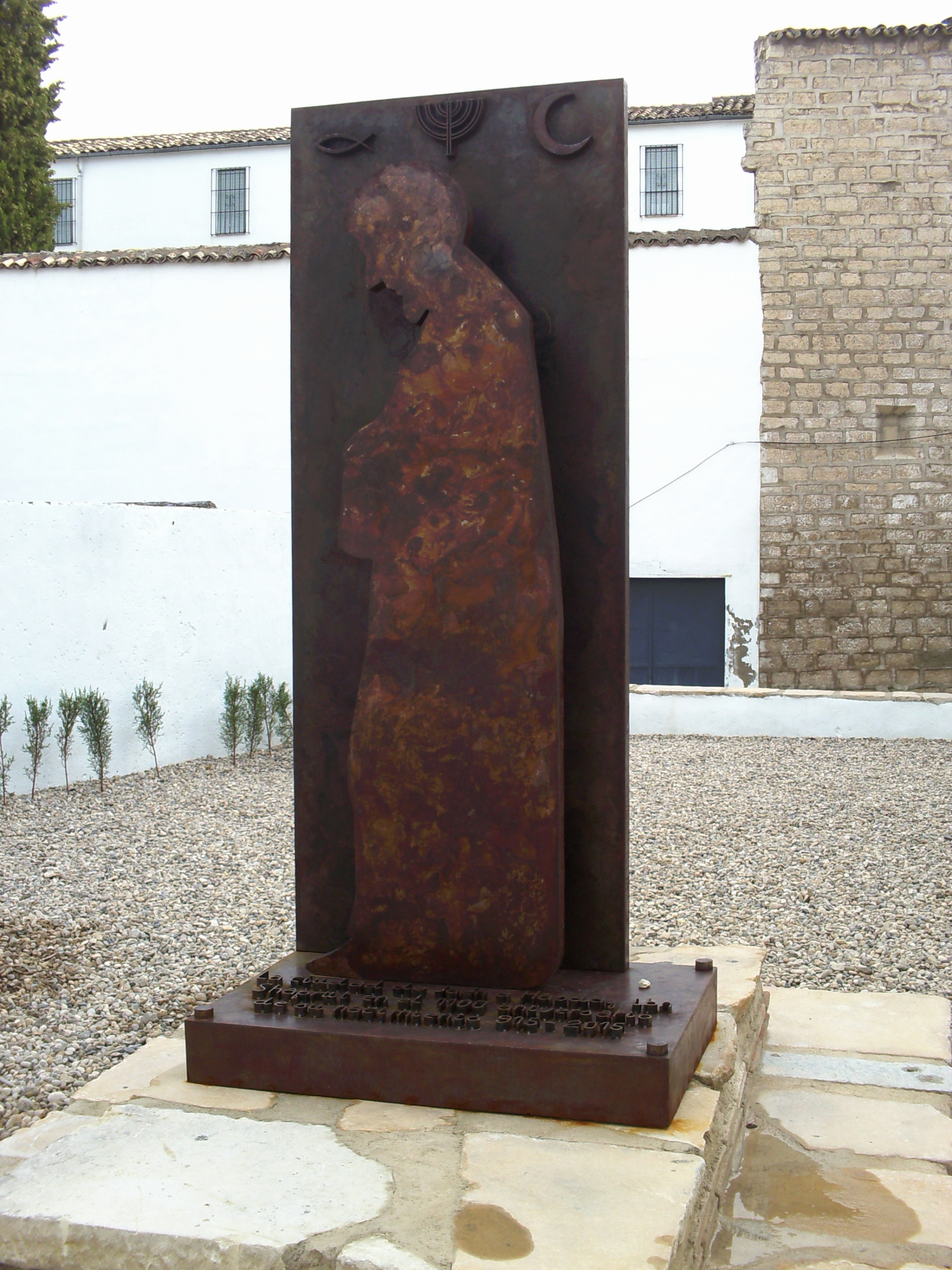
Chasdai ibn Schaprut Denkmal in Jaén

Chasdai ibn Schaprut (hebräisch חסדאי אבן שפרוט, arabisch حسداي بن شبروط Hasdāy ibn Schabrūt, DMG Ḥasdāy b. Šabrūṭ; auch Chisdai; * um 915 in Jaén; † um 970 in Córdoba) war ein jüdischer Diplomat im mittelalterlichen Spanien. Er ist der erste jüdische Würdenträger im Dienste spanischer Herrscher, über den sich Informationen erhalten haben.

## Leben
Seine Familie stammte aus Jaén in Ostandalusien. Von dort zog Chasdais Vater, ein vermögender Mann, nach Córdoba, der Hauptstadt des Kalifats von Córdoba. Hier studierte Chasdai hauptsächlich Medizin und trat in den Dienst des umayyadischen Kalifen Abd ar-Rahman III. Er praktizierte als Arzt und unternahm auch medizinische Forschungsarbeiten. Gegen Ende der 940er Jahre, als eine diplomatische Delegation aus Byzanz in Córdoba eintraf und als Geschenk das Manuskript De Materia Medicina des berühmten pharmakologischen Werks von Dioscurides mitbrachte, war Chasdai ein Mitglied der Gruppe, welche die Handschrift aus dem Griechischen ins Arabische übersetzte. Nach dem Brauch der muslimischen Herrscher, welche ihren Ärzten administrative und politische Aufgaben übertrugen, ernannte Abd ar-Rahman Chasdai zum Leiter der Zollabteilung, einer der wichtigsten Stellen in der damaligen staatlichen Verwaltung. Zudem wurde er mit zahlreichen diplomatischen Missionen betraut. Als sich Abt Johannes von Gorze 953 als Emissär von König Otto I. in Córdoba aufhielt, liefen die Verhandlungen über Chasdai. 956 wurde er zusammen mit einem muslimischen Abgesandten an den Hof des Königs von León geschickt, um mit ihm Friedensverhandlungen zu führen. Höhepunkt seiner diplomatischen Aktivitäten war seine Mission an den Königshof von Navarra. Seine erste Aufgabe bestand dort darin, den Prinzen Sancho (935–966) zu heilen, der als Sancho I. zum König von León gekrönt worden war und dann verstoßen wurde. Chasdai gelang es, den christlichen König davon zu überzeugen, zusammen mit seiner Großmutter Toda nach Córdoba zu reisen, um mit dem Kalifen einen Friedensvertrag abzuschließen. Das Eintreffen der beiden christlichen Herrscher im muslimischen Córdoba wurde als wichtiger diplomatischer Erfolg angesehen.
Nachdem Chasdai als Würdenträger Aufgaben am Hof des Kalifen übernommen hatte, übernahm er auch leitende Funktionen im Namen der jüdischen Bevölkerung in Spanien. Er ernannte den Flüchtling Moses ben Chanoch, der wahrscheinlich aus Süditalien eingetroffen war, zum Rabbiner von Córdoba. Diese Ernennung hatte für die Entwicklung der jüdischen Gemeinde in Spanien weitreichende Konsequenzen. Auf diese Weise löste sich das spanische Judentum von der Führung durch die babylonischen Geonim. Chasdai ist vor allem bekannt für seinen Brief an Josef, den König der Chasaren, und die Antwort des Königs auf diesen Brief. Diese Briefe enthalten eine Beschreibung des umayyadischen Kalifats, der Stellung von Chasdai am Königshof und der Umstände der Konversion des Chasarenkönigs zum Judentum. Die Echtheit dieser zwei Briefe ist allerdings umstritten. Chasdais Enkel Abu l-Fadl ibn Hasdai wurde Wesir am Hofe der Emire von Saragossa.